# Disuguaglianza di Cauchy-Schwarz
In matematica, la disuguaglianza di Cauchy-Schwarz, nota anche come disuguaglianza di Schwarz o disuguaglianza di Bunyakovsky, è una disuguaglianza che compare in algebra lineare e si applica in molti altri settori, quali ad esempio l'analisi funzionale e la probabilità.
Proposta inizialmente da Augustin-Louis Cauchy, la formulazione integrale della disuguaglianza è dovuta a Viktor Bunyakovsky (1859), e si può trovare anche nei lavori di Hermann Amandus Schwarz a partire dal 1884.
Negli spazi Lp la disuguaglianza di Cauchy-Schwarz è un caso particolare della disuguaglianza di Hölder.

## La disuguaglianza
Sia {\displaystyle V} uno spazio prehilbertiano, cioè uno spazio vettoriale reale dotato di un prodotto scalare definito positivo, o uno spazio vettoriale complesso dotato di un prodotto hermitiano. La disuguaglianza asserisce che il valore assoluto del prodotto scalare di due elementi è minore o uguale al prodotto delle loro norme. Formalmente:
{\displaystyle |\langle \mathbf {x} ,\mathbf {y} \rangle |\leq \left\|\mathbf {x} \right\|\cdot \left\|\mathbf {y} \right\|\qquad \forall \mathbf {x} ,\mathbf {y} \in V,}
con l'uguaglianza che sussiste se e solo se {\displaystyle \mathbf {x} } e {\displaystyle \mathbf {y} } sono multipli (giacciono cioè sulla stessa retta).
In forma integrale:
{\displaystyle \left|\int _{a}^{b}f(x){\overline {g(x)}}\ dx\right|^{2}\leq \int _{a}^{b}|f(x)|^{2}\ dx\cdot \int _{a}^{b}|g(x)|^{2}\ dx,}
con {\displaystyle f} e {\displaystyle g} funzioni quadrato sommabile in {\displaystyle \mathbb {C} }, che formano lo spazio di Hilbert L2. Una generalizzazione di questa disuguaglianza è la disuguaglianza di Hölder.
Nello spazio euclideo {\displaystyle \mathbb {R} ^{n}} si ha:
{\displaystyle \left(\sum _{i=1}^{n}x_{i}y_{i}\right)^{2}\leq \left(\sum _{i=1}^{n}x_{i}^{2}\right)\left(\sum _{i=1}^{n}y_{i}^{2}\right).}
In dimensione 3, la disuguaglianza è conseguenza della seguente uguaglianza:
{\displaystyle \langle \mathbf {x} ,\mathbf {x} \rangle \cdot \langle \mathbf {y} ,\mathbf {y} \rangle =|\langle \mathbf {x} ,\mathbf {y} \rangle |^{2}+\left\|\mathbf {x} \times \mathbf {y} \right\|^{2}}
dove l'operazione binaria {\displaystyle \times \colon \mathbb {R} ^{3}\times \mathbb {R} ^{3}\to \mathbb {R} ^{3}} indica il prodotto vettoriale.

## Proprietà
La disuguaglianza vale quindi ad esempio nello spazio euclideo {\displaystyle n}-dimensionale e negli spazi di Hilbert a dimensione infinita. 
Nel piano, la disuguaglianza segue dalla relazione:
{\displaystyle |\langle \mathbf {x} ,\mathbf {y} \rangle |=\left\|\mathbf {x} \right\|\cdot \left\|\mathbf {y} \right\|\cdot |\cos \theta |,}
dove {\displaystyle \theta ={\widehat {\mathbf {x} \mathbf {y} }}} è l'angolo fra i due vettori {\displaystyle \mathbf {x} } e {\displaystyle \mathbf {y} }. Si estende quindi questa relazione a un qualsiasi spazio vettoriale con prodotto scalare, usandola per definire l'angolo fra due vettori {\displaystyle \mathbf {x} } e {\displaystyle \mathbf {y} } come il {\displaystyle \theta \in [0,\pi ]} che realizza l'uguaglianza.
Tra le conseguenze importanti della disuguaglianza si trovano:
- il prodotto scalare (o hermitiano) è una funzione continua da {\displaystyle V\times V} in {\displaystyle \mathbb {R} };
- la norma verifica la disuguaglianza triangolare;
- la disuguaglianza di Bessel.

## Dimostrazione 1
Siano {\displaystyle u}, {\displaystyle v} vettori arbitrari in uno spazio vettoriale {\displaystyle V} su un campo {\displaystyle F} con un prodotto scalare (formando così uno spazio prodotto interno), e sia {\displaystyle F} il campo reale o complesso. Dimostriamo la disuguaglianza
{\displaystyle {\big |}\langle u,v\rangle {\big |}\leq \left\|u\right\|\left\|v\right\|,}
dove l'identità vale se e solo se {\displaystyle u} e {\displaystyle v} sono multipli fra di loro.
Se {\displaystyle v=0} è banalmente provata l'uguaglianza, ed in questo caso {\displaystyle u} e {\displaystyle v} sono linearmente dipendenti (multipli l'uno dell'altro) a prescindere da {\displaystyle u}. Possiamo quindi assumere {\displaystyle u} non nullo. Assumiamo anche {\displaystyle \langle u,v\rangle \neq 0}, altrimenti la disuguaglianza è ovviamente verificata, perché né {\displaystyle \left\|u\right\|} né {\displaystyle \left\|v\right\|} possono essere negativi.
Sia {\displaystyle z} il vettore ortogonale a {\displaystyle v} (si veda ortogonalizzazione di Gram-Schmidt) così definito:
{\displaystyle z=u-u_{v}=u-{\frac {\langle u,v\rangle }{\langle v,v\rangle }}v.}
Quindi
{\displaystyle u={\frac {\langle u,v\rangle }{\langle v,v\rangle }}v+z.}
Per bilinearità e simmetria del prodotto scalare e per ortogonalità di {\displaystyle v} e {\displaystyle z} si ha che
{\displaystyle \left\|u\right\|^{2}=\langle u,u\rangle =\langle {\frac {\langle u,v\rangle }{\langle v,v\rangle }}v+z,{\frac {\langle u,v\rangle }{\langle v,v\rangle }}v+z\rangle =\left|{\frac {\langle u,v\rangle }{\langle v,v\rangle }}\right|^{2}\left\|v\right\|^{2}+\left\|z\right\|^{2}+2\mathrm {Re} \langle z,{\frac {\langle u,v\rangle }{\langle v,v\rangle }}v\rangle ={\frac {|\langle u,v\rangle |^{2}}{\left\|v\right\|^{2}}}+\left\|z\right\|^{2}\geq {\frac {|\langle u,v\rangle |^{2}}{\left\|v\right\|^{2}}},}
da cui, moltiplicando entrambi i membri per {\displaystyle \left\|v\right\|^{2}},
{\displaystyle \left\|u\right\|^{2}\left\|v\right\|^{2}\geq \ |\langle u,v\rangle |^{2}.}
Poiché la norma e il valore assoluto sono non negativi (i quadrati di quantità non negative sono ordinati come le proprie basi), prendendo la radice quadrata di ambo i membri si ottiene
{\displaystyle |\langle u,v\rangle |\leq \ \left\|u\right\|\left\|v\right\|} QED.

## Dimostrazione 2
La disuguaglianza risulta banalmente vera per {\displaystyle \mathbf {y} \mathbf {=} \mathbf {0} }, quindi si assume {\displaystyle \langle \mathbf {y} ,\mathbf {y} \rangle } diverso da zero. Sia {\displaystyle \lambda } un numero complesso. Si ha:
{\displaystyle 0\leq \left\|\mathbf {x} -\lambda \mathbf {y} \right\|^{2}=\langle \mathbf {x} -\lambda \mathbf {y} ,\mathbf {x} -\lambda \mathbf {y} \rangle }
{\displaystyle =\langle \mathbf {x} ,\mathbf {x} \rangle -\lambda \langle \mathbf {x} ,\mathbf {y} \rangle -{\overline {\lambda }}\langle \mathbf {y} ,\mathbf {x} \rangle +|\lambda |^{2}\langle \mathbf {y} ,\mathbf {y} \rangle .}
Scegliendo
{\displaystyle \lambda =\langle \mathbf {y} ,\mathbf {x} \rangle \cdot \langle \mathbf {y} ,\mathbf {y} \rangle ^{-1}}, e ricordando che {\displaystyle |\lambda |^{2}={\overline {\lambda }}\lambda ,}
si ottiene:
{\displaystyle 0\leq \langle \mathbf {x} ,\mathbf {x} \rangle -\langle \mathbf {y} ,\mathbf {x} \rangle \langle \mathbf {y} ,\mathbf {y} \rangle ^{-1}\langle \mathbf {x} ,\mathbf {y} \rangle -{\overline {\langle \mathbf {y} ,\mathbf {x} \rangle \langle \mathbf {y} ,\mathbf {y} \rangle ^{-1}}}\langle \mathbf {y} ,\mathbf {x} \rangle +{\overline {\langle \mathbf {y} ,\mathbf {x} \rangle \langle \mathbf {y} ,\mathbf {y} \rangle ^{-1}}}\langle \mathbf {y} ,\mathbf {x} \rangle \langle \mathbf {y} ,\mathbf {y} \rangle ^{-1}\langle \mathbf {y} ,\mathbf {y} \rangle }
{\displaystyle =\langle \mathbf {x} ,\mathbf {x} \rangle -{\overline {\langle \mathbf {x} ,\mathbf {y} \rangle }}\langle \mathbf {x} ,\mathbf {y} \rangle {\langle \mathbf {y} ,\mathbf {y} \rangle ^{-1}}-{\overline {\langle \mathbf {y} ,\mathbf {x} \rangle }}\langle \mathbf {y} ,\mathbf {x} \rangle \langle \mathbf {y} ,\mathbf {y} \rangle ^{-1}+{\overline {\langle \mathbf {y} ,\mathbf {x} \rangle }}\langle \mathbf {y} ,\mathbf {x} \rangle {\langle \mathbf {y} ,\mathbf {y} \rangle ^{-1}}(\langle \mathbf {y} ,\mathbf {y} \rangle ^{-1}\langle \mathbf {y} ,\mathbf {y} \rangle )}
{\displaystyle =\langle \mathbf {x} ,\mathbf {x} \rangle -|\langle \mathbf {x} ,\mathbf {y} \rangle |^{2}{\langle \mathbf {y} ,\mathbf {y} \rangle ^{-1}}-|\langle \mathbf {x} ,\mathbf {y} \rangle |^{2}\langle \mathbf {y} ,\mathbf {y} \rangle ^{-1}+|\langle \mathbf {x} ,\mathbf {y} \rangle |^{2}{\langle \mathbf {y} ,\mathbf {y} \rangle ^{-1}}}
{\displaystyle =\langle \mathbf {x} ,\mathbf {x} \rangle -|\langle \mathbf {x} ,\mathbf {y} \rangle |^{2}\cdot \langle \mathbf {y} ,\mathbf {y} \rangle ^{-1}}
che vale se e solo se
{\displaystyle |\langle \mathbf {x} ,\mathbf {y} \rangle |^{2}\leq \langle \mathbf {x} ,\mathbf {x} \rangle \cdot \langle \mathbf {y} ,\mathbf {y} \rangle }
o equivalentemente
{\displaystyle {\big |}\langle \mathbf {x} ,\mathbf {y} \rangle {\big |}\leq \left\|\mathbf {x} \right\|\left\|\mathbf {y} \right\|.}

## Dimostrazione algebrica
Si consideri un polinomio di secondo grado in {\displaystyle x} del tipo:
{\displaystyle p(x)=(a_{1}+b_{1}x)^{2}+\ldots +(a_{n}+b_{n}x)^{2},}
che non ha radici reali tranne nel caso in cui gli {\displaystyle a_{i}} e i {\displaystyle b_{i}} sono tutti uguali fra loro, o se data una coppia {\displaystyle (a_{i},b_{i})} sussiste un legame di proporzionalità con tutte le coppie {\displaystyle (a_{j},b_{j})} (cioè per ogni {\displaystyle j\in \{1,2,\ldots ,n\}} esiste {\displaystyle k_{j}\in \mathbb {R} } tale che {\displaystyle a_{j}=k_{j}a_{i}} e {\displaystyle b_{j}=k_{j}b_{i}}). In tal caso la radice è:
{\displaystyle x=-{\frac {a_{i}}{b_{i}}}=-{\frac {a_{j}}{b_{j}}}=-{\frac {ma_{i}}{mb_{i}}}.}
Sviluppando i quadrati si ottiene:
{\displaystyle p(x)=a_{1}^{2}+b_{1}^{2}x^{2}+2a_{1}b_{1}x+\ldots +a_{n}^{2}+b_{n}^{2}x^{2}+2a_{n}b_{n}x=\left(\sum _{i=1}^{n}b_{i}^{2}\right)x^{2}+2\left(\sum _{i=1}^{n}a_{i}b_{i}\right)x+\left(\sum _{i=1}^{n}a_{i}^{2}\right).}
Poiché il polinomio ha una o nessuna radice, il discriminante dev'essere minore o uguale a 0. Quindi:
{\displaystyle \left(\sum _{i=1}^{n}a_{i}b_{i}\right)^{2}-\left(\sum _{i=1}^{n}b_{i}^{2}\right)\left(\sum _{i=1}^{n}a_{i}^{2}\right)\leq 0,}
da cui si ricava:
{\displaystyle \left(\sum _{i=1}^{n}a_{i}b_{i}\right)^{2}\leq \left(\sum _{i=1}^{n}b_{i}^{2}\right)\left(\sum _{i=1}^{n}a_{i}^{2}\right),}
che è la disuguaglianza di Cauchy-Schwarz.